# ジャーマンフラッツへの攻撃
ジャーマンフラッツへの攻撃（ジャーマンフラッツへのこうげき、英語: Attack on German Flatts）は、アメリカ独立戦争中の1778年9月17日、イギリス軍を支持するロイヤリストとイロコイ連邦インディアンの混成部隊がジャーマンフラッツ前線開拓地（現在のニューヨーク州ハーキマーも含む）を攻撃した戦闘である。攻撃はロイヤリストとイロコイ連邦の混成軍によって行われ、全体の指揮はモホーク族指導者ジョセフ・ブラントが執った。彼ら家屋や納屋を破壊し、作物を傷め、家畜は自分たちで使うために連れ帰った。開拓者たちはアダム・ヘルマーが勇敢にも急報したことで、地元の砦に逃げ込むことができたが、軍事的に脆弱だったため襲撃を止めることはできなかった。
このブラントの攻撃は、彼自身あるいはロイヤリストやセネカ族の指導者が指揮し、ニューヨーク西部やペンシルベニア北部フロンティアに対して行った一連の攻撃の1つだった。これに対してアメリカ側の指導層は、イロコイ族領内にあるブラントの前進基地を破壊する遠征を命じた。

## 背景
1777年10月のサラトガの戦いでイギリス軍将軍ジョン・バーゴインが敗北、ハドソン川流域の支配を巡って展開していたサラトガ方面作戦が失敗に終わると、イギリスは1778年1月に13植民地との和解を提案したが拒否された。仏米同盟条約締結直後の1778年3月17日、イギリスはフランスに宣戦布告した。これにより戦線が拡大したため、その後のアップステート・ニューヨークにおける戦争は大規模な会戦ではなく、いわゆるフロンティア戦争となった。ケベック植民地のイギリス軍当局はフロンティア戦争の一環として、ロイヤリストとインディアンのゲリラ戦士に物資や武器を与えて支援した。1777年から1778年にかけての冬、ジョセフ・ブラントなどイギリス軍と同盟したインディアンはニューヨークとペンシルベニアのフロンティアにある開拓地攻撃の作戦を立てた。1778年2月、ブラントはオナカガ（現ニューヨーク州ウィンザー）に作戦基地を設立した。イロコイ族やロイヤリストの混成部隊を徴募し、5月に行動を始めたときは総勢200ないし300名になっていたと推計されている。ブラントの目的の1つは部隊の食料を確保することであり、またサスケハナ河谷での作戦展開を計画していたロイヤリストのジョン・バトラーの部隊にも食料を供給することだった。ブラントは5月遅くにコブルスキルを襲撃することでその作戦を開始し、夏の間フロンティアの集落に対する襲撃を続けた。

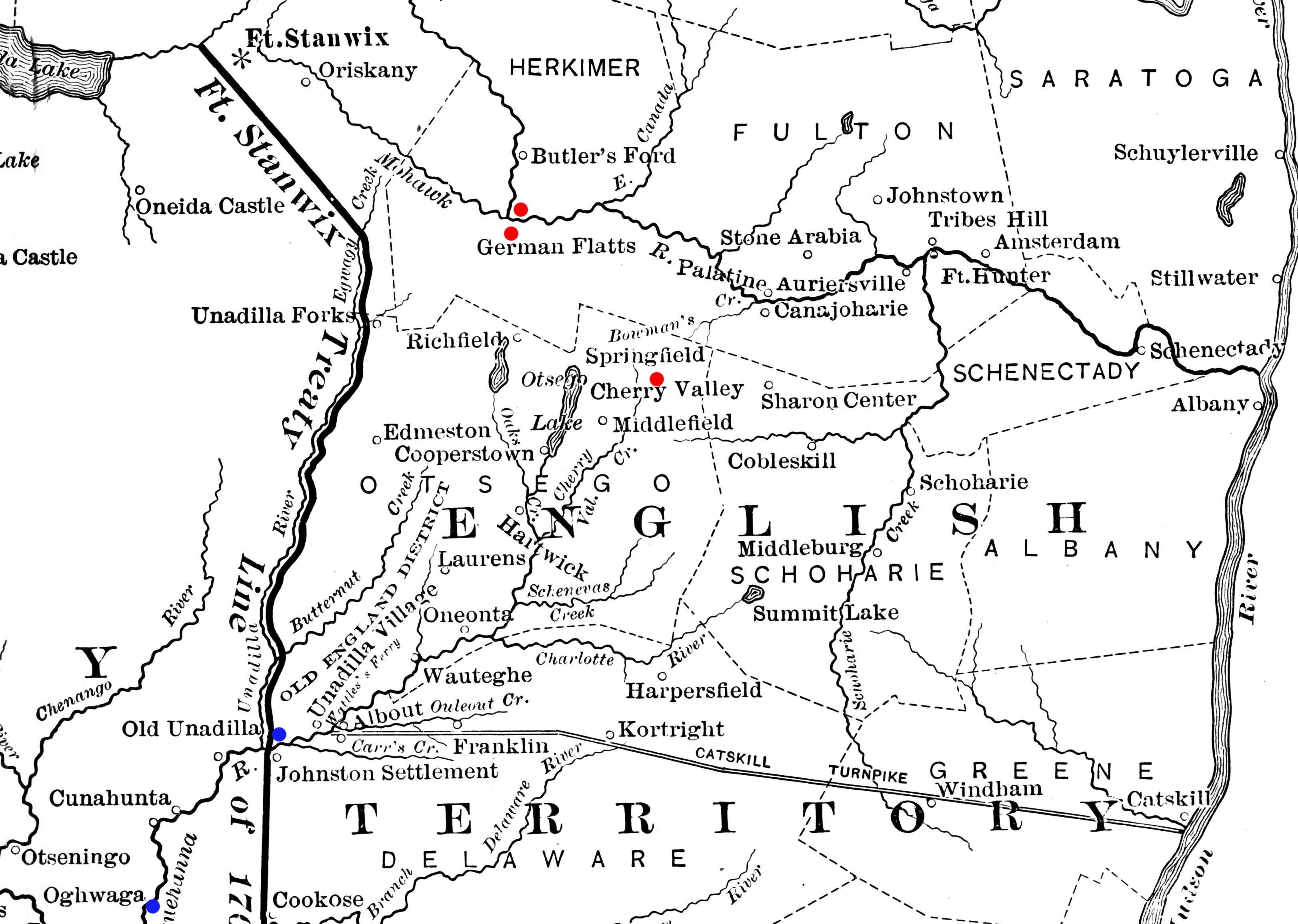
ニューヨークのフロンティアを示す地図。赤点はモホーク川両岸にある2つの砦で、青点はインディアンの集落ユナディラとオナカガ。

ブラントは7月にスプリングフィールドとアンドラスタウン（現ジョーダンヴィル）を襲撃したとき、生き残った者に、間もなくジャーマンフラッツを攻撃することになると警告した。ジャーマンフラッツの開拓地は1723年にドイツのプファルツ地方からの移民（プファルツ人）によって設立されていた（1788年に行われた測量の誤りにより、現在のモホーク川南岸にあるジャーマンフラッツと北岸のハーキマーが入れ替わって登録されてしまった）。この地域はピーター・ベリンジャー大佐が指揮する地元民兵連隊が防衛にあたっていた。モホーク川の両岸にデイトン砦とハーキマー砦の2つがあった。

## 前哨戦
ブラントは9月よりも前にジャーマンフラッツ襲撃を計画していたが、ジョン・バトラーが居なかったので遅れた。バトラーは7月にワイオミング・バレーの町への攻撃を行った後、ナイアガラ砦に戻っていた。このとき、バトラーズ・レンジャーズと呼ばれていた部隊のために兵士を徴兵するため、ウィリアム・コールドウェル大尉をオナカガに派遣していた。9月初旬、バトラーが戻ってこないことが明らかになったので、ブラントとコールドウェルはその時の軍勢だけで遠征を始めた。インディアン集落でオナカガ近くのユナディラを発ったときの正確な部隊構成は不明である。複数の史料では主にモホーク族で構成されるイロコイ族が152名いたことでは一致しているが、ロイヤリスト（コールドウェルのレンジャー部隊とブラントの志願兵）は200名から300名となっている。

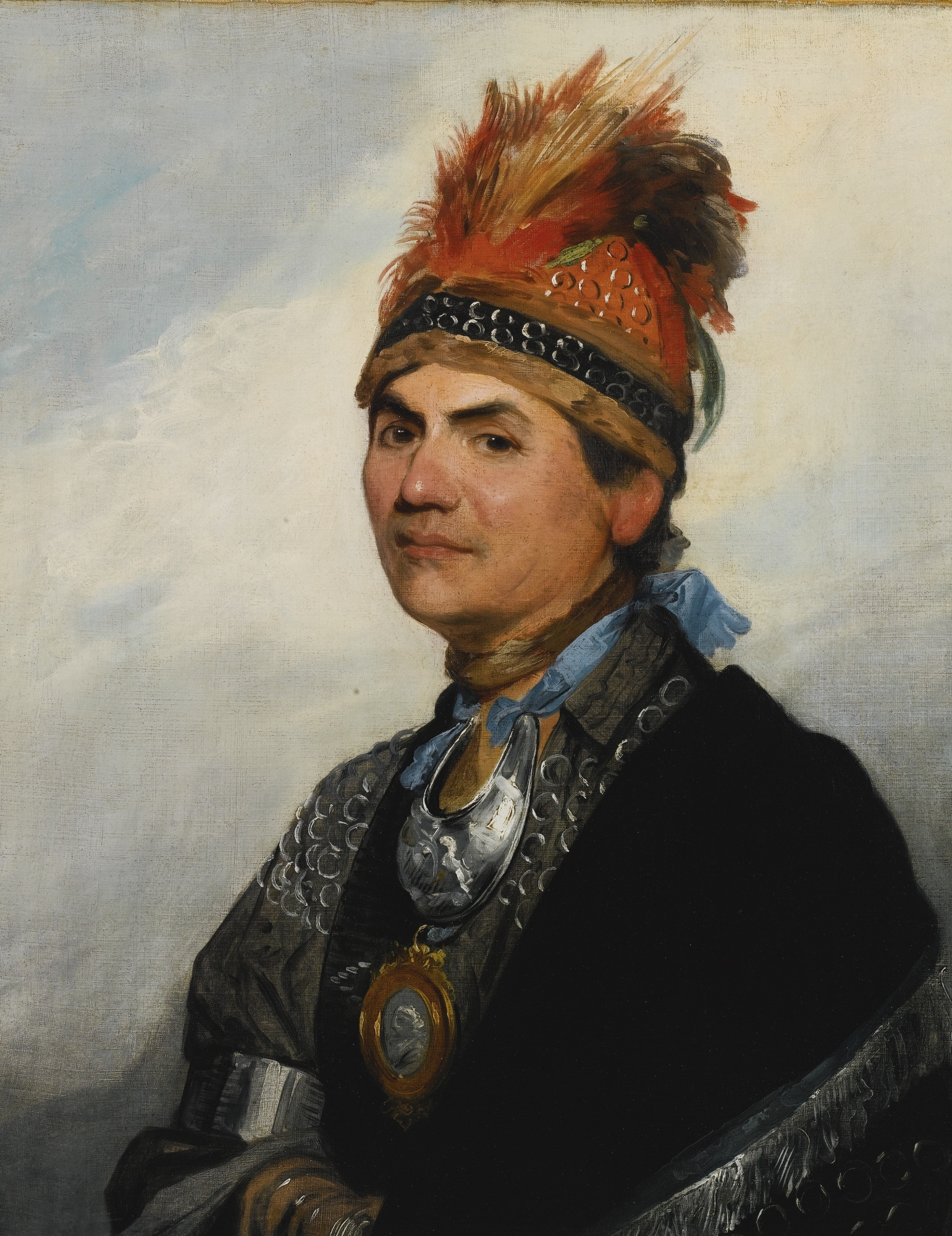
ジョセフ・ブラント、ギルバート・ステュアートによる肖像画、1786年作。

ベリンジャー大佐は、ブラントが攻撃を計画しているという警告を受け取っていたので、情報を集めるためにユナディラの方向に斥候を放っていた。9月16日、ブラントの中隊が9人の斥候部隊を打ち破り、数人を殺し、残りは追い散らした。生き残った者の中にアダム・ヘルマーという者が居り、ジャーマンフラッツに警告を伝えるために26マイルを走りとおした。ベリンジャー大佐は連隊の招集を行い、ジェイコブ・クロック大佐には援軍を要請する急使を走らせ、一方で開拓者には砦の中に避難させた。

## 襲撃
ヘルマーが警告を伝えた9月16日夜からそれほど経っていない時刻に、コールドウェル、ブラントとその部隊がジャーマンフラッツに到着し、翌朝に攻撃を始めた。開拓者が砦に避難していたので、この襲撃隊が捕虜をとったり、人を殺したりする機会は無かった。砦の前で示威行動を行ったが、重火器が無かったので攻撃を仕掛けることは出来なかった。代わりにモホーク川両岸にある集落を暴れまわり、63軒の家屋とほぼ同数の納屋、3軒の粉挽き場、1軒の製材所を破壊した。多数の馬、牛、羊を追い出し、連れて行けない家畜は殺した。無傷で残っている建物は、砦、1軒の納屋、教会、牧師館および数軒のロイヤリスト家屋だった。その破壊で700人以上が家を無くした。ヘルマーの警告があったので、開拓者の中で殺されたのは3人だけだった。コールドウェル大尉はその部下に「ジャーマンフラッツの住人が斥候の一人から我が軍が来ていることを知らされなければ、砦に入っていなかったであろう。それならば住人の大半を殺すこともできた」と記していた。

## 襲撃の後
襲撃隊が去った後になってクロック大佐の連隊が到着した。その民兵隊は襲撃隊を追跡したが、追いつくことはできなかった。しかし、アメリカ側に友好的なオナイダ族やタスカローラ族が、ブラントの留守に付け込んでユナディラを襲撃、ブラントがジャーマンフラッツに行く途中で捕まえていた捕虜を解放した。
アメリカ側は10月初旬に報復のための襲撃を敢行し、ユナディラとオナカガの集落を破壊した。ジョン・バトラーの息子ウォルター・バトラーとブラントはチェリーバレーに対する報復遠征を行い、11月に虐殺を行った。ブラントとバトラーが行ったこの虐殺やほかの敵対行動があったので、大陸会議は大陸軍によるイロコイ領土への本格的な遠征を承認した。1779年、ジョン・サリバン将軍とジェイムズ・クリントン将軍が指揮したサリバン遠征では、イギリス軍のために戦っているイロコイ族の集落を組織的に破壊したが、フロンティア戦争を止めさせるまでには至らなかった。特にジャーマンフラッツ地域は繰り返し襲撃の標的となった。
ウォルター・D・エドモンズが1936年に著した小説『Drums Along the Mohawk』は、アダム・ヘルマーが走って警告を伝えた話を伝え、川沿いのドイツ系開拓地の概要を伝えている。この小説をもとにジョン・フォード監督が1939年に『モホークの太鼓』という映画を制作した。